# Giro d'Italia 1962
Il Giro d'Italia 1962, quarantacinquesima edizione della "Corsa Rosa", si svolse in ventuno tappe dal 19 maggio al 9 giugno 1962, per un percorso totale di 4 180 km. Fu vinto dall'italiano Franco Balmamion.

## Tappe
| Tappa  | Data      | Percorso                                 | km    | Vincitore di tappa  | Leader cl. generale |
| ------ | --------- | ---------------------------------------- | ----- | ------------------- | ------------------- |
| 1ª     | 19 maggio | Milano > Tabiano Terme                   | 185   | Dino Liviero        | Dino Liviero        |
| 2ª     | 20 maggio | Salsomaggiore Terme > Sestri Levante     | 158   | Graziano Battistini | Graziano Battistini |
| 3ª     | 21 maggio | Sestri Levante > Panicagliora (Marliana) | 225   | Angelino Soler      | Antonio Suárez      |
| 4ª     | 22 maggio | Montecatini Terme > Perugia              | 248   | Antonio Bailetti    | Antonio Suárez      |
| 5ª     | 23 maggio | Perugia > Rieti                          | 258   | Joseph Carrara      | Antonio Suárez      |
| 6ª     | 24 maggio | Rieti > Fiuggi                           | 193   | Willy Schroeders    | Vincenzo Meco       |
| 7ª     | 25 maggio | Fiuggi > Montevergine di Mercogliano     | 224   | Armand Desmet       | Armand Desmet       |
| 8ª     | 26 maggio | Avellino > Foggia                        | 110   | Huub Zilverberg     | Armand Desmet       |
| 9ª     | 27 maggio | Foggia > Chieti                          | 205   | Rik Van Looy        | Armand Desmet       |
| 10ª    | 28 maggio | Chieti > Fano                            | 218   | Giuseppe Tonucci    | Armand Desmet       |
| 11ª    | 29 maggio | Fano > Castrocaro Terme                  | 170   | Rik Van Looy        | Armand Desmet       |
| 12ª    | 30 maggio | Forlì > Lignano Sabbiadoro               | 298   | Bruno Mealli        | Armand Desmet       |
| 13ª    | 31 maggio | Lignano Sabbiadoro > Belluno/Nevegal     | 173   | Guido Carlesi       | Armand Desmet       |
|        | 1º giugno | giorno di riposo                         |       |                     |                     |
| 14ª    | 2 giugno  | Belluno > Passo Rolle                    | 160   | Vincenzo Meco       | Graziano Battistini |
| 15ª    | 3 giugno  | Moena > Aprica                           | 215   | Vittorio Adorni     | Graziano Battistini |
| 16ª    | 4 giugno  | Aprica > Pian dei Resinelli              | 123   | Angelino Soler      | Graziano Battistini |
| 17ª    | 5 giugno  | Lecco > Casale Monferrato                | 194   | Armando Pellegrini  | Franco Balmamion    |
| 18ª    | 6 giugno  | Casale Monferrato > Frabosa Soprana      | 232   | Angelino Soler      | Franco Balmamion    |
| 19ª    | 7 giugno  | Frabosa Soprana > Saint-Vincent          | 193   | Giuseppe Sartore    | Franco Balmamion    |
| 20ª    | 8 giugno  | Saint-Vincent > Saint-Vincent            | 238   | Alberto Assirelli   | Franco Balmamion    |
| 21ª    | 9 giugno  | Saint-Vincent > Milano                   | 160   | Guido Carlesi       | Franco Balmamion    |
| Totale | Totale    | Totale                                   | 4 180 |                     |                     |

## Squadre e corridori partecipanti
| N.    | Cod. | Squadra                     |
| ----- | ---- | --------------------------- |
| 1-10  | IGN  | Moschettieri                |
| 11-20 | ATA  | Atala                       |
| 21-30 | CAR  | Carpano                     |
| 31-40 | FER  | Ferrys                      |
| 41-50 | GAZ  | Gazzola-Fiorelli-Hutchinson |
| 51-60 | GHI  | Ghigi                       |
| 61-70 | LEG  | Legnano-Pirelli             |

| N.      | Cod. | Squadra                 |
| ------- | ---- | ----------------------- |
| 71-80   | LIB  | Liberia-Grammont-Wolber |
| 81-90   | MOL  | Molteni                 |
| 91-100  | PHI  | Philco                  |
| 101-110 | SNP  | San Pellegrino Sport    |
| 111-120 | TOR  | Torpado                 |
| 121-130 | FAE  | Faema-Flandria          |

## Classifiche finali

### Classifica generale - Maglia rosa
| Pos. | Corridore           | Squadra   | Tempo      |
| ---- | ------------------- | --------- | ---------- |
| 1    | Franco Balmamion    | Carpano   | 123h06'03" |
| 2    | Imerio Massignan    | Legnano   | a 3'57"    |
| 3    | Nino Defilippis     | Carpano   | a 5'02"    |
| 4    | Vito Taccone        | Atala     | a 5'21"    |
| 5    | Vittorio Adorni     | Philco    | a 7'11"    |
| 6    | José Pérez Francés  | Ferrys    | a 7'29"    |
| 7    | Ercole Baldini      | Moschett. | a 7'54"    |
| 8    | Graziano Battistini | Legnano   | a 8'05"    |
| 9    | Guido Carlesi       | Philco    | a 14'22"   |
| 10   | Armand Desmet       | Faema     | a 15'55"   |

### Classifica scalatori
| Pos. | Corridore          | Squadra        | Punti |
| ---- | ------------------ | -------------- | ----- |
| 1    | Angelino Soler     | Ghigi          | 260   |
| 2    | Joseph Carrara     | Liberia        | 100   |
| 3    | Vincenzo Meco      | San Pellegrino | 60    |
| 4    | Armando Pellegrini | Molteni        | 50    |
| 4    | Nino Defilippis    | Carpano        | 50    |

### Classifica squadre
| Pos. | Squadra        | Punti |
| ---- | -------------- | ----- |
| 1    | Faema-Flandria |       |
| 2    | Philco         |       |
| 3    | Carpano        |       |